# 劉起振
刘起振（1649年—1751年），字颖之。清朝潮州府海阳县登云都田头村（今潮州市枫溪区田头村）人。

## 生平
顺治六年（1649年）出生。天资聪颖，勤勉好学，通晓经史，才思敏捷，被誉为“嗜学寿星”。雍正四年（1726年），舉丙午科鄉試，时年七十八歲。乾隆元年（1736年），进士及第，选翰林院庶常。乾隆三年（1738年），年届九十，乞归故里，颐养天年，特赐翰林院检讨封加一级，并赐貂缎。乾隆十三年（1748年），刘起振年届百歲，加升翰林院侍读封加一级。乾隆十六年（1751年）乾隆帝南巡，起振时年一○三歲，得知帝驻跸浙江，不顾年迈，长途跋涉，从粤赴浙迎驾。刘起振后來兴建“太史第”府宅，内筑“敕书楼”，楼上悬挂御制诗匾，以志荣宠。不久卒。